# San Gimignano
San Gimignano est une commune italienne de la province de Sienne, en Toscane.

## Géographie
San Gimignano est une des villes les plus pittoresques et suggestives de la Toscane.
Elle s'étend, toute embrassée dans sa double enceinte de murailles et parsemée de hautes tours, dans la mer d'oliviers qui recouvre une colline dominant le Valdelsa.

Le centre historique de San Gimignano figure dans la liste du patrimoine mondial en Europe de l'UNESCO.

## Histoire
San Gimignano, d'origine très ancienne, a reçu son nom de l'évêque de Modène, Géminien, qui a vécu pendant le IVe siècle.
La ville conserve presque intactes ses caractéristiques architecturales des XIIIe et XIVe siècles.
Ancien siège d’un petit village étrusque de la période hellénistique, San Gimignano commence son histoire aux alentours du Xe siècle où elle prend le nom du saint évêque de Modène, saint Gimignano, qui aurait sauvé le bourg des hordes barbares. San Gimignano se développe au XIe siècle grâce à la Via Francigena, chemin de pèlerinage reliant Cantorbéry à Rome, qui la traverse. Celle-ci avait été empruntée, en 990, par l'archevêque de Cantorbéry, Sigéric à l'origine de la plus ancienne description de cet itinéraire. Le développement de la ville a également été favorisé par le commerce des produits agricoles des fertiles collines voisines, en particulier le safran, utilisé à la fois dans la cuisine et la teinture des tissus et le vin de Vernaccia. Y fleurissent nombre d'œuvres d’art qui décorent les églises et les couvents. La ville est alors surmontée de soixante-douze tours, qui lui vaudront rétrospectivement le surnom de « Manhattan du Moyen Âge ».
En 1199, San Gimignano devient une commune libre, avec son premier podestat après avoir rompu son asservissement aux évêques de Volterra. Elle prend alors le nom de San Gimignano delle belle Torri avec ses 75 maisons-tours mais elle souffre de luttes intestines qui la divisent en deux factions : celle des Ardinghelli (guelfes) et celle des Salvucci (gibelins). Le 8 mai 1300, elle héberge Dante Alighieri, ambassadeur de la ligue guelfe en Toscane.
Vers 1330, San Gimignano comptait peut-être treize mille habitants. 
La terrible peste de 1348 et le dépeuplement - elle n'a plus que la moitié ou le quart de ses habitants - qui s'ensuit, jettent San Gimignano dans une crise grave et la petite ville doit se soumettre à Florence en 1353. La grande voie de pèlerinage est alors détournée de la ville et cesse d'emprunter sa rue principale. Avec elle, disparaît le fructueux commerce de tissus et d'épices qui avait fait la richesse de la ville. 
Elle subit ensuite autant les influences artistiques florentines, siennoises que pisanes.
En 1943, les Allemands envisagent de créer un camp de concentration dans les champs de la commune, avant de reporter leur choix sur Borgo San Dalmazzo.

## Économie
La ville est aujourd'hui un centre de fabrication de meubles et surtout célèbre par son vin  le Vernaccia di San Gimignano (it) (1re DOCG dénomination d'origine contrôlée italienne décernée en mars 1966).
Le tourisme est très actif dans ce fleuron de la Toscane, ville médiévale ceinte de murailles (borgo) réputée par ses tours.

## Monuments et patrimoine

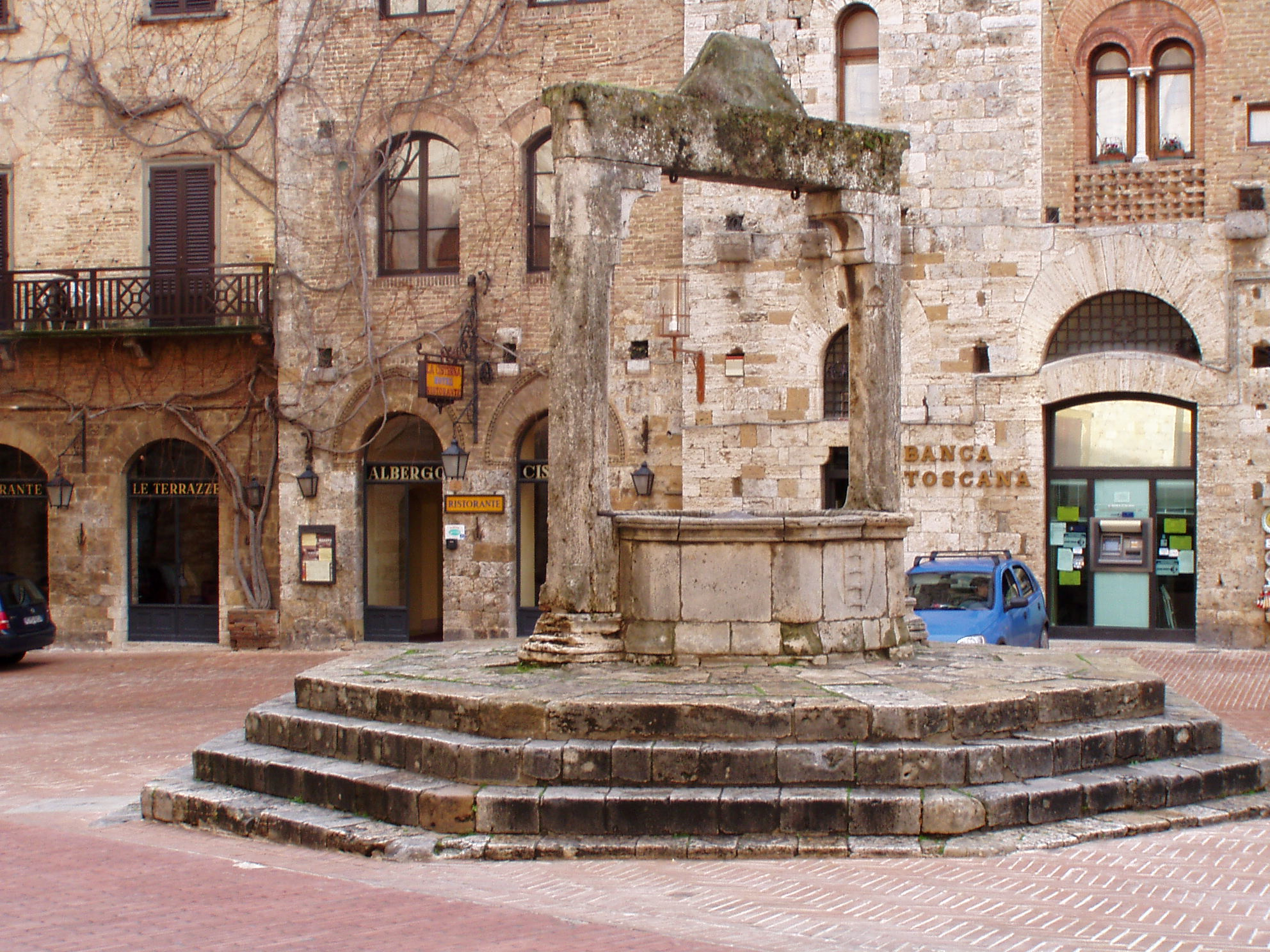
Place de la Cisterna.

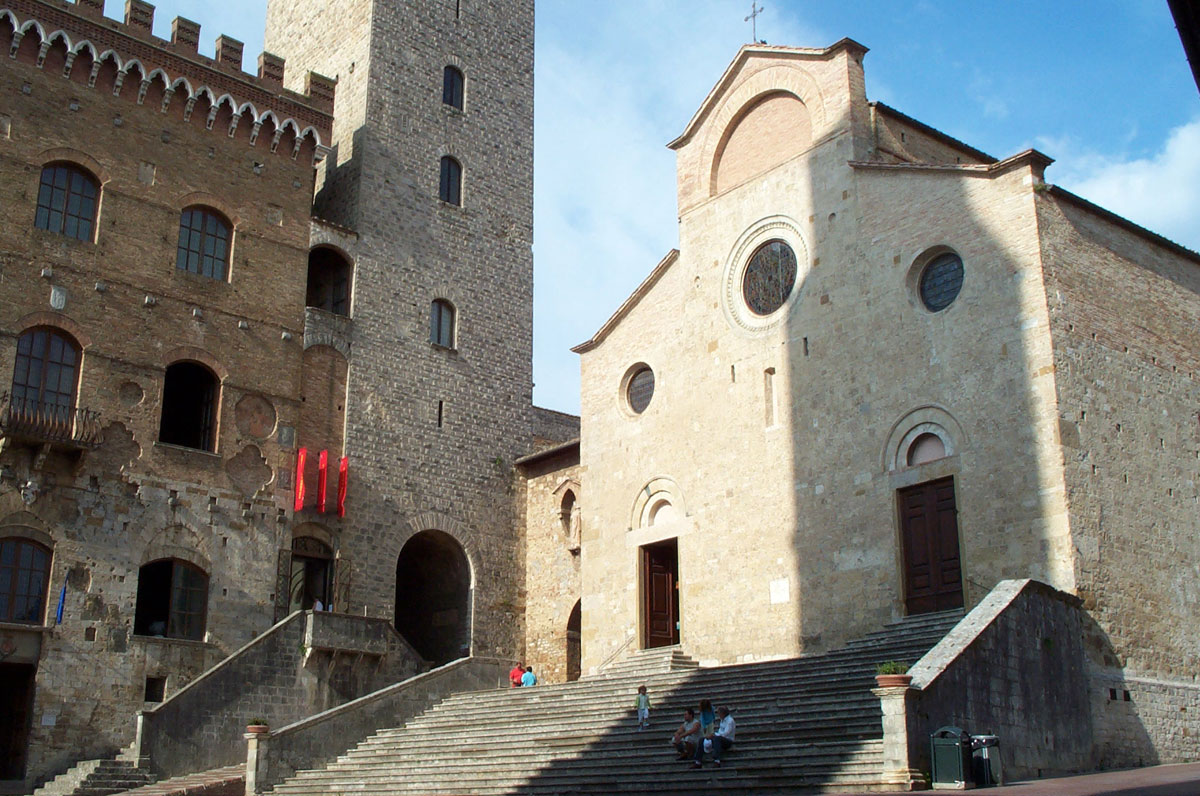
Piazza del Duomo et la Collégiale.

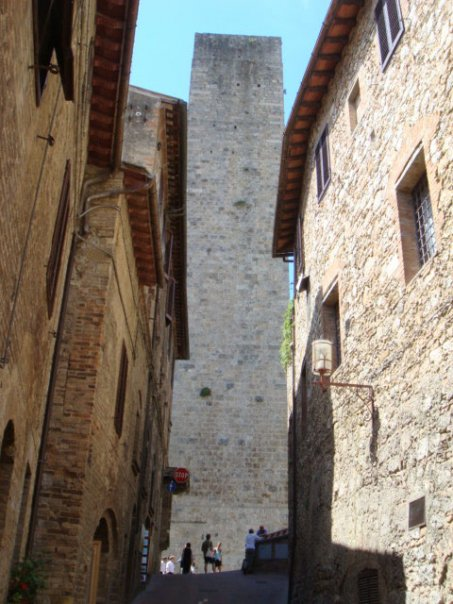
Tour.

La ville est close de remparts et reste d'une architecture médiévale :
Les monuments les plus intéressants de la ville sont le Dôme, l'hôtel de ville (le palais du peuple) et l'église Sant'Agostino.
Les tours, qui furent à un moment au nombre de 75, passent à 25 à la fin de l'an 1500. Aujourd'hui, 13 demeurent intactes.
- Sur la Piazza della Cisterna, place triangulaire avec son puits du XIIIe siècle qui lui donne son nom :
  - la Casa Salvestrini du XIIIe siècle,
  - le Palazzo Tortoli-Treccani, de 1300,
  - le Palazzo dei Cortesi avec une tour imposante,
  - le Palazzo Ardinghelli, avec ses deux tours (l'une tronquée) encadrant le bâtiment central.

- Sur la Piazza del Duomo, au centre de la ville :
  - Le vieux Palazzo del Podestà (1239), qui repose sur une arcade appelée la loggia et sa tour de 51 m, la Rognosa.
  - Le Palazzo del Popolo (palazzo Nuovo del Podestà)  construit en 1283 sur les plans d'Arnolfo di Cambio et sa tour Grossa de 54 m. Il abrite les musées et la pinacothèque de la ville, avec les œuvres de Guido da Siena, du Pinturicchio, de Fra Filippo Lippi, de Benozzo Gozzoli, Lorenzo di Niccolò, Domenico di Michelino, Pier Francesco Fiorentino et d'autres artistes siennois et florentins. À l'intérieur du palais, Dante Alighieri a prononcé un discours le 18 mai 1300 pour inviter la population à entrer dans la ligue guelfe toscane et à envoyer des députés à un congrès guelfe. Dans la salle de Dante la grande Maestà (1317) de Lippo Memmi.
  - La collégiale de San Gimignano du XIIe siècle et les fresques du Paradis et de l'Enfer de Taddeo di Bartolo, le martyre de saint Sébastien de Benozzo Gozzoli, les scènes de l'Ancien Testament de Bartolo di Fredi. Le cycle des fresques du Nouveau Testament de Barna da Siena reprises[7] par Lippo et Francesco Memmi. La chapelle de santa Fina de Giuliano et Benedetto da Maiano (1468), l'autel de la chapelle est de Benedetto da Maiano et il est surmonté de fresques  de Domenico Ghirlandaio qui reproduisent la vie de sainte Fine (1238-1253), Santa Fina, jeune fille de San Gimignano qui se signala par sa piété et son dévouement envers les pauvres.
- L'église Sant'Agostino (1298) romano-gothique :
  - La chapelle San Bartolo et son autel en marbre de Benedetto da Maiano (1494)
  - Le chœur et son grand retable du Couronnement de la Vierge de Piero del Pollaiolo ; les fresques de Benozzo Gozzoli sur la vie de Sant'Agostino.

- Église San Jacopo al Tempio

- Les maisons-tours : Depuis la tour « Grossa » (54 m) du Palazzo del Popolo (1283).
  - Torre Rognosa, 52 m
  - Torre Grossa, 54 m

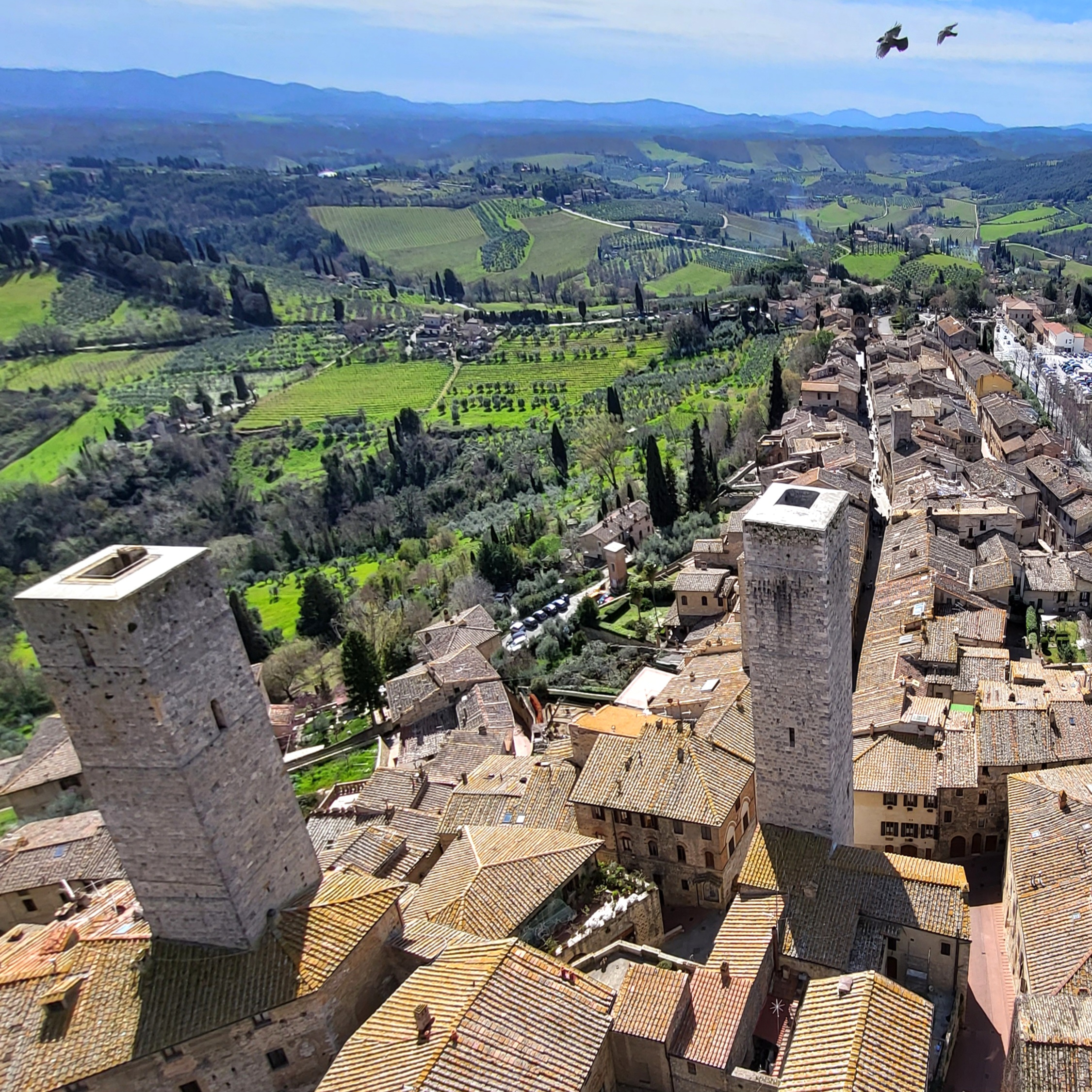
Depuis la tour « Grossa » (54 m) du Palazzo del Popolo (1283).

  - Torri dei Salvucci, tours jumelles de 51 m
  - Torri degli Ardinghelli
  - Torre dei Becci
  - Torre Chigi (1280)
  - Torre dei Cugnanesi
  - Torre del Diavolo
  - Torre di palazzo Pellari

La ville est inscrite au patrimoine de l'humanité de  l’UNESCO depuis 1990.

### Complexe muséal
- Spedale di Santa Fina
  - La Spezieria di Santa Fina,
  - le Museo archeologico,
  - la Galleria d'arte
- Le musée  SanGimignano1300[8] : situé au cœur de la ville, il propose une imposante collection de reproductions en céramique décorée de la ville de San Gimignano telle qu’elle était entre les XIIIe et XIVe siècles. La réplique permet d’observer l’harmonieuse structure urbaine de 72 maisons-tours qui ont symbolisé la puissance de la cité médiévale, de comprendre le fonctionnement de la vie à l’intérieur d’une cité médiévale, et d’apprécier de plus près ce qui fut préservé durant des siècles d’histoire.

## Administration
| Période                                  | Période      | Identité        | Étiquette                    | Qualité |
| ---------------------------------------- | ------------ | --------------- | ---------------------------- | ------- |
| 20 octobre 1987                          | 14 juin 1999 | Franco Nencioni | PCI, PDS puis Liste civique  |         |
| 14 juin 1999                             | 8 juin 2009  | Marco Lisi      | Centre gauche                |         |
| 8 juin 2009                              | 27 mai 2019  | Giacomo Bassi   | Centre gauche, PD puis SEL   |         |
| 27 mai 2019                              |              | Andrea Marrucci | PD puis Laboratoires d'idées |         |
| Les données manquantes sont à compléter. |              |                 |                              |         |

### Hameaux
Badia a Elmi, Castel San Gimignano, Pancole, San Donato, Santa Lucia, Ulignano

### Communes limitrophes
Barberino Val d'Elsa (FI), Certaldo (FI), Colle di Val d'Elsa, Gambassi Terme (FI), Poggibonsi, Volterra (PI)

### Évolution démographique
Habitants recensés

## Personnalités nées à San Gimignano
- Fina Ciardi (Fina de San Geminiano) (San Gimignano, 1238 - San Gimignano, 1253), sainte catholique, fêtée le 12 mars.
- Giovanni Antonio Dosio (San Gimignano, 1533 - Rome, v. 1609), architecte et  sculpteur
- Filippo Buonaccorsi (en latin Philippus Callimachus Experiens) (San Gimignano, 1437 - Cracovie, 1496), humaniste italien réfugié en Pologne, historien et écrivain de langue latine, conseiller politique et diplomate
- Camilla Diana, née le 17 avril 1990, actrice

## Jumelage
- Meersburg (Allemagne)
- Clermont-l'Hérault (France)

## Anecdotes
Cette ville apparaît dans le jeu vidéo Assassin's Creed II, sous sa forme du XVe siècle. C'est dans cette ville que l'Assassin Ezio traque les membres de la conjuration des Pazzi.
Elle apparaît également dans Le paradoxe du menteur, un roman de Martha Grimes.
Le film François et le Chemin du soleil (1972) est partiellement tourné à San Gimignano, cette ville étant censée représenter Assise au XIIIe siècle.